# Garbohuset

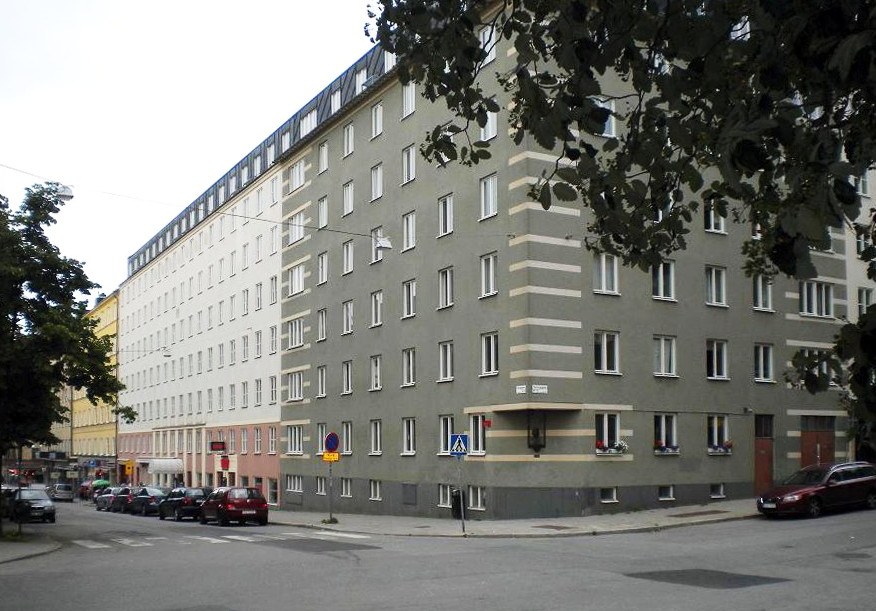
Byggnaden har en byst på Garbo på hörnet mot gatukorsningen med Tjurbergsgatan.

Garbohuset är en byggnad belägen i kvarteret Kvadraten 35 vid Blekingegatan 32 på Södermalm i Stockholm. 
Husets namn härrör från skådespelerskan Greta Garbo, som bodde här i 19 år innan hon reste till USA. Huset var från slutet av 1800-talet och revs på 1970-talet. Åren 1978-1981 ersattes det av en nybyggnad. De nya husen ritades av Sune Malmquist och har "lånat" fasadformer från 1920-talet vilket gör att de knyter an till de äldre husen både vid Helgalunden och Götgatan. Om Garbo påminner en byst som är uppsatt på husets hörn mot Tjurbergsgatan. Garbobysten fanns ursprungligen en kort tid i Helgalunden år 1999 på initiativ av Byalaget Tantofolket. Där fick den dock inte stå kvar för Stockholms skönhetsråd. 
Dåvarande fastighetsägare BGB i Stockholm AB kontaktade Greta Garbo och bad om tillstånd att officiellt få kalla huset ”Garbohuset” men man fick aldrig något svar. Det var också planerat att de fem portarna mot gårdssidan skulle uppkallas efter några av Garbos filmer.